# Chi Đậu cô ve
Chi Đậu cô ve (gốc tiếng Pháp: haricot vert), hay chi Đậu ngự (Phaseolus)) là một chi thực vật họ Đậu (Fabaceae) với khoảng năm mươi loài, tất cả đều có nguồn gốc tự nhiên từ châu Mỹ.
Ít nhất bốn loài đã được thuần hóa từ thời tiền Colombo để lấy hạt đậu. Phổ biến nhất trong số này là đậu cô ve, P. vulgaris, được trồng phổ biến tại các vùng khí hậu ôn đới, bán nhiệt đới và nhiệt đới trên khắp thế giới.
Các phân loại trước đây đã xếp một số loài đậu khác vào chi này, sau đó đã được chuyển sang chi Vigna, dẫn đến việc cần thiết phải đổi tên loài. Chẳng hạn như các tài liệu cũ đã đặt đậu xanh là Phaseolus aureus, trong khi phân loại hiện đại phân nó thành Vigna radiata.
Các loài Phaseolus thường là thức ăn của một số loài ấu trùng cánh vẩy (Lepidoptera) bao gồm Korscheltellus lupulina, bướm nâu (Euxoa nigricans), bướm ma (Hepialus humuli), Hypercompe albicornis, Hypercompe icasia, Discestra trifolii và một số loài nhậy khác.

## Hình ảnh

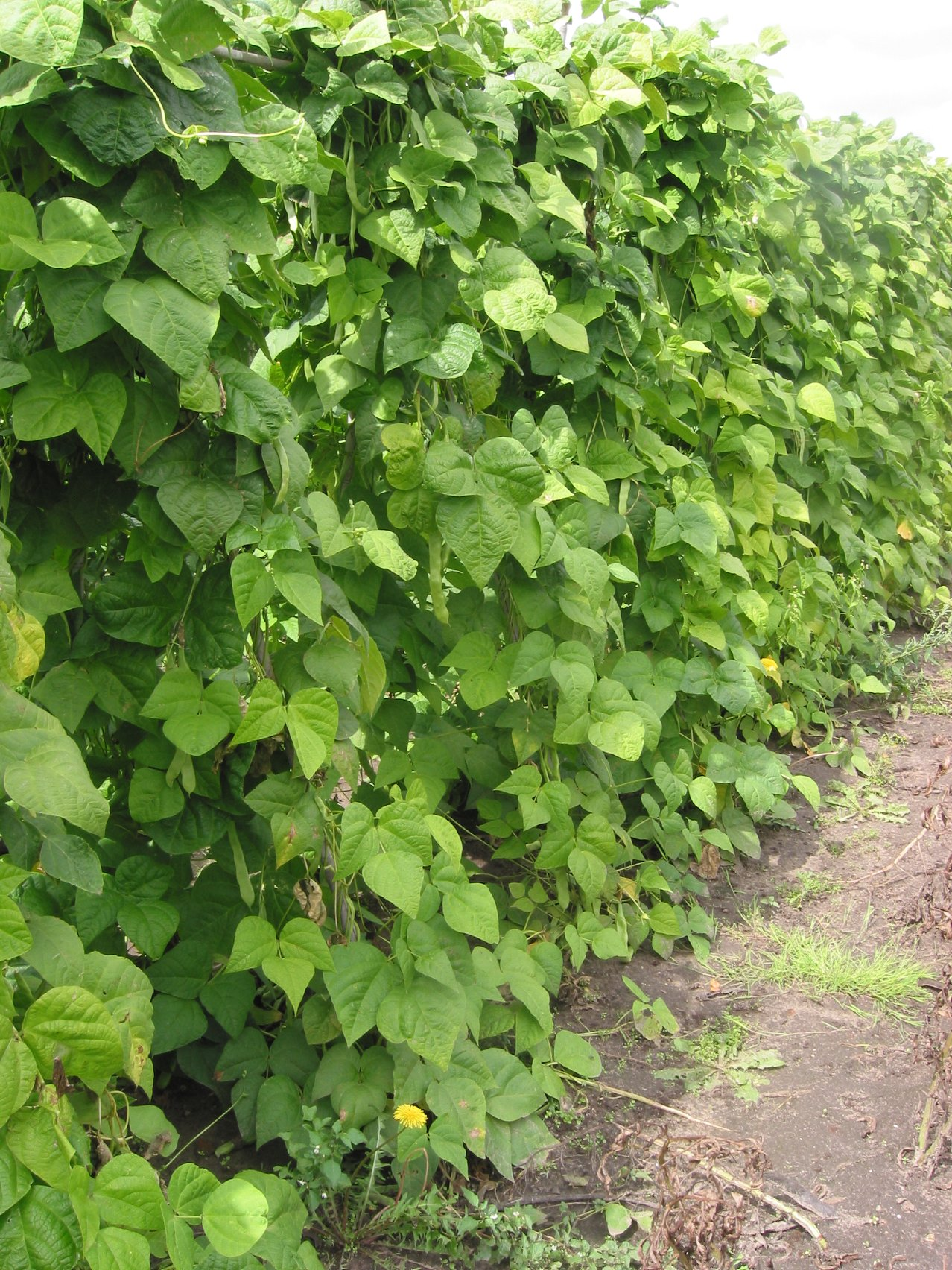
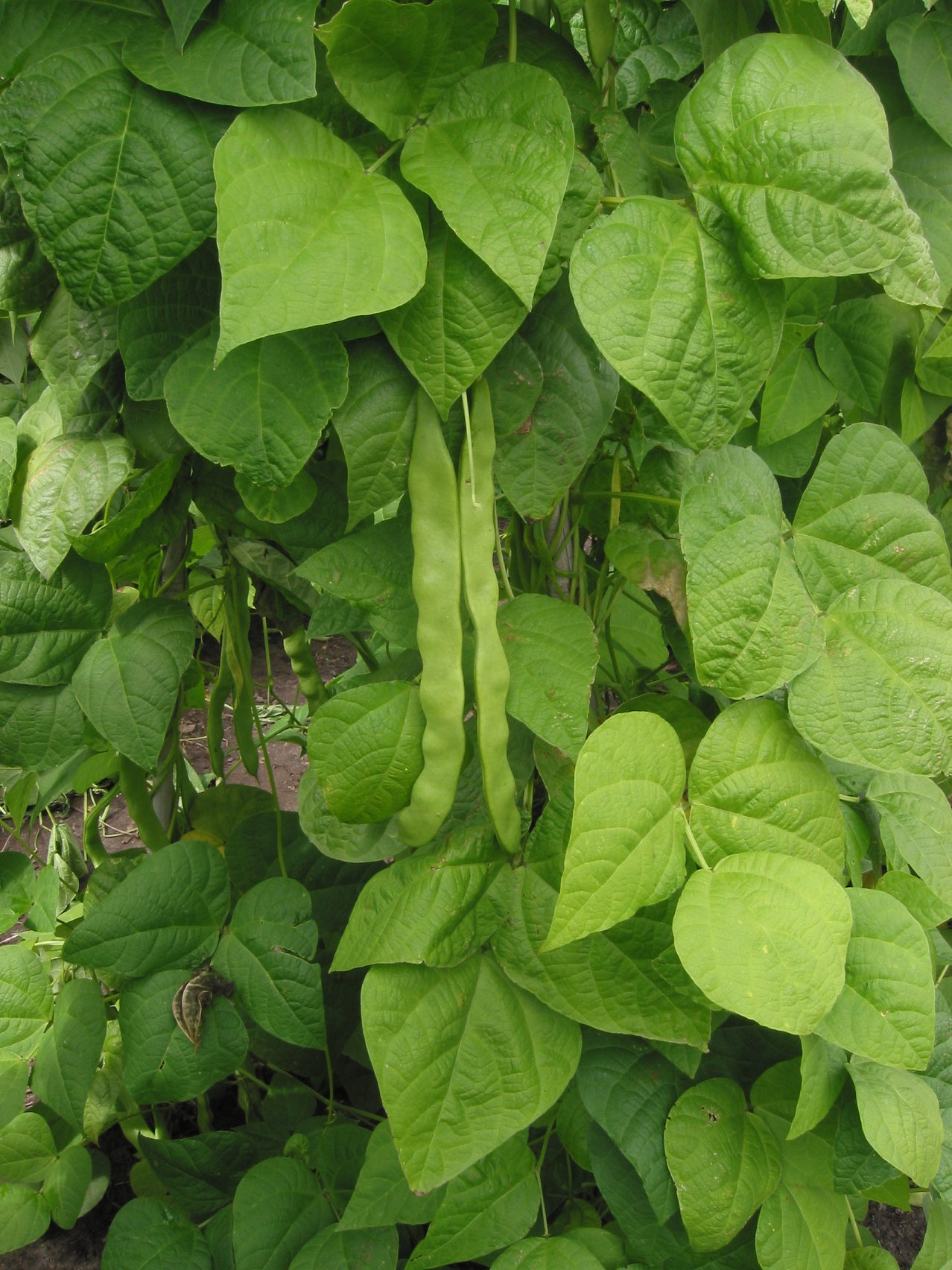
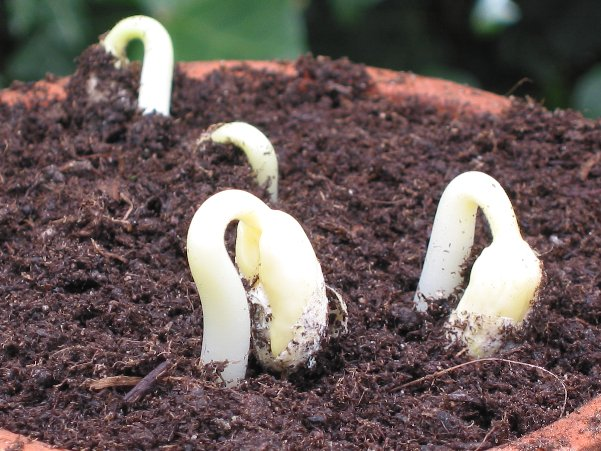
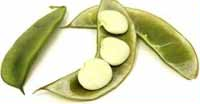

## Danh sách loài
Một số loài trong chi Đậu cô ve:
- Phaseolus acutifolius
- Phaseolus amblyosepalus
- Phaseolus angustissimus A. Gray
- Phaseolus anisotrichos
- Phaseolus augustii
- Phaseolus brevicalyx
- Phaseolus chacoensis
- Phaseolus cibellii
- Phaseolus coccineus
- Phaseolus filiformis
- Phaseolus galactoides
- Phaseolus glabellus
- Phaseolus grayanus
- Phaseolus harmsianus
- Phaseolus leucanthus
- Phaseolus lunatus
- Phaseolus maculatus
- Phaseolus massaiensis
- Phaseolus micranthus
- Phaseolus microcarpus
- Phaseolus nelsonii
- Phaseolus oaxacanus
- Phaseolus pachyrrhizoides
- Phaseolus parvulus
- Phaseolus pedicellatus
- Phaseolus plagiocylix
- Phaseolus pluriflorus
- Phaseolus polymorphus
- Phaseolus polystachios
- Phaseolus ritensis
- Phaseolus rimbachii
- Phaseolus rosei
- Phaseolus sonorensis
- Phaseolus tuerckheimii
- Phaseolus vulcanicus
- Phaseolus vulgaris
- Phaseolus xanthotrichus